# Deich- und Wasserverband Vogtei Neuland
Der Deich- und Wasserverband Vogtei Neuland ist ein Deichverband mit Sitz in Winsen (Luhe).

## Verbandsgebiet
Der Deich- und Wasserverband Vogtei Neuland ist für Teile der Gemeinde Stelle und der Stadt Winsen (Luhe) im Landkreis Harburg zuständig. Das Gebiet umfasst alle im Schutz des Elbedeichs und des Deiches an der Ilmenau gelegenen Grundstücke bis zu einer Höhe von NN +7,50 m inklusive der innerhalb dieses Gebietes liegenden höheren Bodenerhebungen.
Die Hauptdeichlinie im Zuständigkeitsbereich des Deichverbandes ist 6,5 Kilometer lang. Sie erstreckt sich am linken Elbeufer vom Generalplankilometer 589,9 am Seevesiel bis zum Generalplankilometer 596,4 am Ilmenausperrwerk. Dazu kommt der Schutzdeich auf der linken Seite der Ilmenau vom Ilmenausperrwerk bis zur Landesstraße 217 zwischen Winsen (Luhe) und Drage.
Die Grenze des Verbandsgebietes folgt im Norden der Seeve, welche hier die Grenze zur Gemeinde Seevetal darstellt, folgt dann beim Steller See der Gemeindegrenze bis zur Bundesautobahn 39 und folgt dieser einige hundert Meter nach Osten. Anschließend verläuft sie am Rand von Stelle, wo sie der Bahnstrecke Hannover–Hamburg folgt, um südlich von Stelle wieder im Bereich der Autobahn 39 zu verlaufen. In Winsen (Luhe) folgt sie schließlich dem Verlauf der Bahnstrecke Winsen–Hützel und weiter dem Verlauf der Bahnstrecke Winsen–Niedermarschacht bzw. der Landesstraße 217 bis zur Ilmenau. Ab hier bildet der linke Deich der Ilmenau die Grenze des Verbandsgebietes bis zum Ilmenausperrwerk.
Das Verbandsgebiet des Deich- und Wasserverbandes Vogtei Neuland grenzt im Nordwesten an das Verbandsgebiet des Harburger Deichverbandes und im Südosten an das Verbandsgebiet des Artlenburger Deichverbandes.

## Aufgaben
Der Deichverband hat die Aufgabe, Grundstücke im Verbandsgebiet vor Sturmfluten und Hochwasser zu schützen. Dazu unterhält er die im Verbandsgebiet liegenden Deiche.

## Verbandsstruktur
Der Verband wird von einem Ausschuss vertreten, der von den Verbandsmitgliedern gewählt wird. Der Ausschuss wählt seinerseits einen Vorstand.
Mitglieder des Verbandes sind alle Grundeigentümer und Erbbauberechtigten der im Verbandsgebiet gelegenen Grundstücke.